# أبو عفك اليهودي
أبو عفك اليهودي هو شاعر يهودي مِن بني عمرو بن عوف ثم بني عبيدة، وكان شيخًا كبيرًا قد بلغ من العمر مئة وعشرين سنة.

## مقتله
جراء إلقائه شِعْرًا أغضب رسول الله، وقد ألقاه حين قتل رسول الله الحارث بن سويد بن الصامت فقال:
فقال الصحابي سالم بن عمير علي نذر أن أقتل أبا عفك أو أموت دونه، فأمهل يطلب له غرة، حتى كانت ليلة صائفة، فنام أبو عفك بالفناء وسمع به سالم بن عمير فأقبل عليه، فوضع السيف على كبده ثم اعتمد عليه حتى خش في الفراش وصاح عدو الله فثاب إليه ناس ممن هو على قوله فأدخلوه منزله وقبروه.

## تقييمات معاصرة
صُنِّفَت قصتى عصماء بنت مروان، وأبو عفك، صُنِّفَت من قِبَل غالبية علماء الحديث في التاريخ بالضعيفة والموضوعة. وحتى في القصص الافتراضية، فإن هذين الشخصين لم يقوما بالسخرية فحسب، بل كانوا يحرضون على المسلمين والنبى. «كانوا يحثون أقوامهم على النهوض ومقاتلة المسلمين، وقتلهم، مما جعلهم أعداء مباشرين».